# Karel Václav Vacek
Karel (Václav) Vacek (5. června 1908 Hřebeč – 8. prosince 1982 Buštěhrad) byl český hudební pedagog, ředitel škol (v Kladně, Buštěhradu, Praze a Plzni), skladatel, sbormistr a dirigent symfonických orchestrů (v Českém Krumlově, Českých Budějovicích, Příbrami a Praze), houslista, autor skladeb pro sólové nástroje s doprovodem orchestru, operet a slavnostních pochodů. Bratr houslisty a hudebního pedagoga Václava Vacka, strýc jeho syna a pražského houslaře Václava Vacka.
Byl absolventem pražské konzervatoře, dirigování také soukromě studoval u Pavla Dědečka, státní zkoušku složil z řízení sboru a orchestru. Od roku 1935 byl správcem české hudební školy v Českém Krumlově, kde do druhé světové války řídil ženský sbor Dalibor.

## Působení v Buštěhradu
Byl prvním ředitelem buštěhradské hudební školy, po uzavření školy za druhé světové války založil Městský hudební a pěvecký sbor Buštěhrad, kde byl v letech 1941–1951 sbormistrem a v době druhé světové války významně rozvíjel kulturní činnost ve městě. V roce 1977 založil Pěvecký sbor města Buštěhradu.

## Působení v Kladně
Karla Vacka, od roku 1947 ředitele Městské hudební školy v Kladně, po své nemoci jmenoval v roce 1948 svým nástupcem zakladatel a dirigent Kladenské filharmonie Hynek Kubát. Po svém zvolení pronesl slova: "Nikdy nedávám vinu orchestru, je-li jeho výkon nedokonalý, neboť orchestr přednáší dílo tak, jak jej dirigent nacvičil a jak hudební dílo řídí." V listopadu téhož roku se Kladenská filharmonie rozloučila s Hynkem Kubátem nad jeho rakví smuteční písní Karla Vacka.
Karel Vacek orchestr vedl až do ledna 1954 kdy zanikl s jeho odchodem do Prahy, kde působil jako ředitel pedagogického oddělení na Pražské konzervatoři a zástupce ředitele Pražské konzervatoře, za jeho působnosti bylo obnoveno operetní oddělení. Zasloužil o založení Státní konzervatoře v Plzni v roce 1961, kde byl také prvním ředitelem.